# Sebastian Kraft
Sebastian Kraft (* 1974 in Mönchengladbach) ist ein deutscher Schauspieler, Sänger und Gesangslehrer aus Hamburg.

## Leben
Sebastian Kraft wurde in Mönchengladbach geboren und wuchs im Münsterland nahe der niederländischen Grenze auf. Seine Ausbildung zum klassischen Tänzer machte er an der Staatlichen Ballettakademie Köln. Die Ausbildung zum Schauspieler und Sänger absolvierte Sebastian Kraft an der Stage School of Music, Dance & Drama in Hamburg und bei Rebeltanz in Münster.

## Filmografie (Auswahl)
- Die Rettungsflieger: Dr. Weiland
- Unter uns: Patrick Sanders
- Dann kamst du: Polizist

## Theater (Auswahl)
- „Schwanensee in Stützstrümpfen“, Neues Theater Hannover
- „Die letzten Tage von Pinneberg“, Theaterschiff Hamburg
- „Karamba“, Schmidt Theater Hamburg
- „Elegies for Angels, Punks & Raging Queens“, Schmidt Theater HamburgE
- „Die Mausefalle“, Imperial Theater Hamburg
- „Hossa“, Royal Theater Hamburg
- „Jukebox Saturday Night“, Royal Theater Hamburg
- „Movie Movie“, Royal Theater Hamburg
- „La Cage aux Folles“, Oper Dortmund
- „Der Rächer“, Imperial Theater Hamburg
- „Das indische Tuch“, Imperial Theater Hamburg
- „Arsen und Spitzenhäubchen“, Imperial Theater Hamburg
- „Titanic“, Neue Flora Hamburg
- „Du bist in Ordnung Charlie Brown!“, Imperial Theater Hamburg
- „Hot Stuff“, Imperial Theater Hamburg
- „Die Frau in Schwarz“, Imperial Theater Hamburg
- „Cinderella“, Imperial Theater Hamburg
- „My Fair Lady“, Oper Kiel
- „Rocky Horror Show“, Imperial Theater Hamburg
- „Ladies Night“, Imperial Theater Hamburg
- „Der kleine Prinz“, Introdans Arnheim
- „Carmina Burana“, Tournee
- „Carneval in Venedig“, Tournee
- „Tirilli!“, Borchert Theater Hamburg
- „Jesus Christ Superstar“, FLB Coesfeld
- „Cabaret“, FLB Coesfeld

## Tonträger
2001 HOSSA – Live Aufnahme aus dem Imperial Theater Hamburg
2003 TITANIC – dt. Originalaufnahme
2007 KARAMBA! -Live Aufnahme aus dem Schmidt Theater Hamburg